# Phillis Wheatley
Phillis ou  Phyllis Wheatley, née vers 1753 en Afrique de l'Ouest et morte le 5 décembre 1784 à Boston dans l'État du Massachusetts est une ancienne esclave devenue la première poète afro-américaine, et l'une des premières femmes américaines à publier un recueil de poèmes. Elle est surnommée la « Mère de la littérature afro-américaine » et est considérée par les Afro-Américains comme une grande figure de leur histoire au même titre que Benjamin Banneker, Frederick Douglass, Martin Luther King ou encore Rosa Parks.

## Biographie

### Jeunesse et formation
De ses origines, on connait peu de choses, on ne sait ni quel est son nom de naissance, ni quel est son lieu de naissance précis (Sénégal ou Gambie). Elle et des membres de sa famille sont capturés par des chasseurs d'esclaves en 1761. Elle et deux cents autres Africains sont vendus à un navire négrier « The Phillis », appartenant à un marchand d'esclaves, Timothy Fitch, et commandé par le capitaine Peter Gwinn. Elle ne reverra plus les membres de sa famille. Les Africains les plus robustes sont vendus dans les ports des colonies du Sud pour servir d'esclaves dans les plantations de coton ou de tabac, les plus jeunes et les plus faibles sont vendus à Boston pour servir de domestiques ou de main d'œuvre auprès d'artisans,,,,.
Elle doit son prénom de Phillis du nom du navire négrier qui l'a conduite sur les côtes de la Nouvelle Angleterre et son nom de Wheatley à celui du nom de ses propriétaires comme cela était la coutume. De faible constitution, elle est achetée pour « trois fois rien » à Boston par John Wheatley, un riche marchand de la ville. Remarquant sa santé fragile (elle souffrait d'un asthme chronique voire de la tuberculose), John Wheatley la destine à être servante auprès de son épouse Susannah Wheatley. Notant que deux des incisives centrales supérieures de la fillette, des dents de lait sont tombées, il en déduit qu'elle doit avoir 7 ou 8 ans. C'est ainsi que sa date de naissance probable est fixée vers 1753, mais pas plus tard que 1754,.
Au bout de quelques mois Phillis Wheatley parle couramment l'anglais, les Wheathley découvrent également qu'elle a appris l'alphabet toute seule, ils se prennent d'affection pour cette jeune fille et vont davantage la considérer comme une membre de la famille que comme une esclave. Ils demandent à leurs enfants Mary et Nathaniel de lui apprendre à lire et à écrire, puis constatant ses progrès rapides, ils demandent à leur fille Mary de lui servir de précepteur. Mary Wheathley lui apprend la littérature anglaise, le latin et le grec, lui fait étudier la Bible, la mythologie grecque, elle lui fait lire les œuvres d'Homère traduites par Alexander Pope, lui apprend l'astronomie et la géographie, lui donnant ainsi la meilleure éducation possible qu'une jeune femme de son époque pouvait recevoir. Maîtrisant rapidement la langue littéraire anglaise, Phillis Wheatley publie son premier poème « On Messrs Hussey and Coffin » le 21 décembre 1767 dans le Newport Mercury alors qu'elle n'est âgée que de 14 ans. Les Wheatley l'affranchissent en 1773,,,,,,,,,,.

### Carrière littéraire

#### Une conscience de son statut paradoxal
Susannah Wheatley devient la mentore de Phillis Wheatley, elle invite des personnalités de la haute société bostonienne pour s'entretenir avec la fantastique (en) Dark child from Africa. Elle l'emmène également dans des salons de diverses figures éminentes de Boston comme le gouverneur Thomas Hutchinson, le lieutenant gouverneur Andrew Oliver, le juriste John Hancock. Lors de ces visites Phillis Wheatley se fait connaître par ses conversations sur la Bible et la littérature anglaise et devient un sujet d'admiration au sein des personnes cultivées de Boston. Cela dit, elle a conscience du fossé qui la sépare de la société « blanche » ; même quand elle est l'invitée d'honneur, elle refuse poliment de s'asseoir à la table de ses admirateurs, préférant se mettre à l'écart sur une table voisine. Sa première biographe Margaretta Odell (une descendante de Susannah Wheatley) souligne le fait qu'elle est consciente de son statut de privilégiée vis-à-vis de ses frères et sœurs de couleur. Ainsi, lorsque Susannah Wheatley l'emmène chez Eunice Fitch et ses filles, par une ironie du sort, elle est conviée chez l'épouse de Timothy Fitch le négrier propriétaire du schooner le Phillis. Si Eunice Fitch se montre chaleureuse envers Phillis Wheatley, l'ambiance change quand ses filles viennent prendre le thé car elles montrent leur gêne à partager le thé avec une servante noire. Phillis Wheatley se lève pour se retirer, mais Eunice Fitch la retient jusqu'à la fin du thé. Même si c'est une victoire, il demeure que la jeune femme est consciente que sa place n'est pas à la même table que celle des Blancs, fussent-ils des admirateurs,,.

#### La conversion au christianisme puritain
Phillis Wheatley grandit dans un milieu imprégné par les valeurs puritaines et elle-même s'est convertie au christianisme sous l'impulsion de son amie et préceptrice Mary Wheatley qui lui a fait découvrir la Bible, et qui le 31 janvier 1771, épouse le révérend John Lathrop (American minister) (en). Le puritanisme bostonien, comme le méthodisme sont alors traversés par le mouvement spirituel dit du Grand réveil (Great Awakening) empreint des idées de John Wesley. Celui qui diffuse les idées de ce mouvement à Boston est le prédicateur et théologien calviniste George Whitefield. Ce dernier répétait le message fondamental du Grand réveil : le salut est offert à tous, que tout être humain peut obtenir la grâce divine, et la conviction que les droits naturels avaient été donnés par Dieu et qu'ils sont par conséquent inaliénables et fondamentaux. Phillis Wheatley, comme d'autres Afro-Américains (Richard Allen, Absalom Jones, William White, Daniel Coker), adhère pleinement à ces thèses religieuses qui auront une profonde influence sur sa vie et sur ses écrits. Baignée de la spiritualité du Grand réveil, elle rédige en 1770 un éloge funèbre en hommage à George Whitfield. Deux ans après la mort de ce dernier, elle est acceptée comme membre de la paroisse de l'Old South Meeting House et y est baptisée le 18 août 1771 par le révérend Samuel Cooper (clergyman) (en),,,,,,.

#### La difficulté d'être éditée

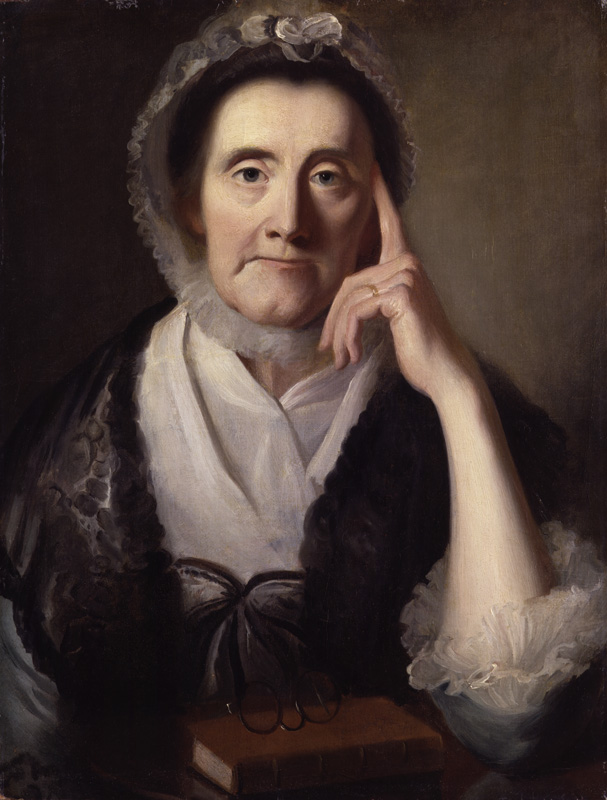
Selina Hastings.

L'éloge funèbre en hommage à George Whitfield ayant rencontré un succès, Susannah Wheatley pense que dorénavant il faut passer à l'édition des œuvres de Phillis Wheatley. Afin de rassurer les éditeurs potentiels, elle fait une liste de 300 personnes qui se disent prêtes à acheter un recueil de ses poésies. En 1772, elle fait une sélection de 28 poèmes qui pourraient faire l'objet d'un livre. Face aux difficultés à faire accepter qu'une Afro-Américaine puisse exprimer des sentiments d'indépendantisme des bostoniens blancs, Susannah Wheatley va faire la tournée des personnalités prêtes à soutenir ce projet, c'est ainsi qu'elle obtient le soutien écrit de 18 figures éminentes dont le gouverneur Thomas Hutchinson, James Bowdouin, John Hancock (Cf. paragraphe suivant Un examen de passage littéraire).
Pour contourner les réticences des imprimeurs de Boston, Susannah et Phillis Wheatley se rendent en Angleterre, le livre est finalement édité à Londres avec une préface spécifiant que ces poèmes ont été écrits par « Phillis, une jeune fille noire, qui a été amenée il y a quelques années, comme une barbare inculte d'Afrique, mais ne l'a jamais été, et est maintenant, sous le désavantage de servir comme esclave dans une famille de sa ville de Boston ». Dans cette même préface, John Wheatley précise que la jeune femme est arrivée au bout de 16 mois à maîtriser la langue anglaise et qu'elle a montré des dispositions étonnantes à l'étude et à la compréhension des livres qu'on lui présentait. Comme le livre est édité au Royaume-Uni, deux poèmes reflétant les sympathies indépendantistes de la poétesse ont été expurgés. De retour à Boston, Susannah Wheatley veut diffuser le livre de Phillis Wheatley, elle a en sa possession un manuscrit contenant 39 poèmes, la préface et l'attestation confirmant que Phillis est bien l'auteure des poèmes. Elle trouve l'appui de Selina Hastings, comtesse Huntingdon qui d’Angleterre use de toute son influence auprès des méthodistes et des presbytériens de Boston pour soutenir la jeune poète.

#### Un examen de passage littéraire
Le succès de Phillis Wheatley est tel qu'il suscite des controverses. Le contexte culturel britannique est empreint d'une idée selon laquelle les Européens seraient supérieurs aux autres peuples, idée relayée entre autres par le philosophe David Hume et reprise même par Emmanuel Kant qui commentant David Hume, écrit que même parmi les Noirs affranchis présents un peu partout dans le Nouveau Monde, aucun d'entre eux n'a montré de capacités particulières. Des personnalités comme Thomas Jefferson estimaient que les Africains étaient apparentés aux singes, même s'il encouragera la création d'écoles pour les Afro-Américains.

Dans ce contexte de racisme oscillant entre le paternalisme et le mépris, les écrits de Phillis Wheatley sont une bombe remettant en question les idées reçues de l'époque. Si elle était bien l'auteure de ses écrits alors ce serait la démonstration que les Africains sont bel et bien des êtres humains au même titre que les Blancs et qu'ils doivent être affranchis, en revanche si la poétesse n'était qu'un perroquet répétant les mots appris par cœur cela serait une autre chose. C'est pourquoi il fallait trancher la question au sein d'une assemblée qui vérifierait l'authenticité des écrits de la jeune femme.

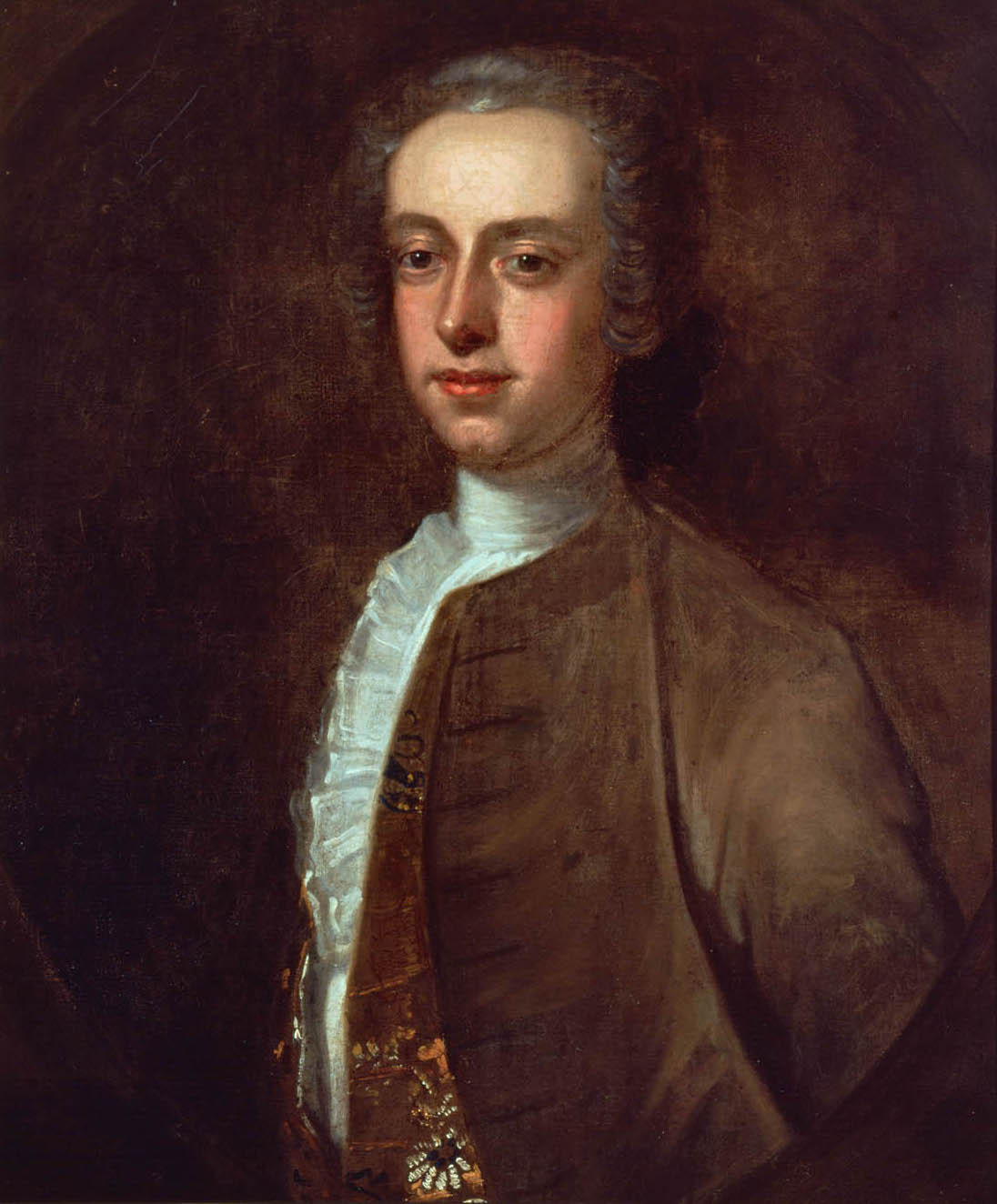
Thomas Hutchinson.

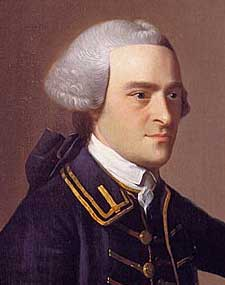
John Hancock.

C'est dans ce climat particulier que, sur l'initiative de John et Susannah Wheatley, est organisée une réunion où Phillis Wheatley pourrait faire la preuve de son talent littéraire, et par-delà son cas c'est l'humanité des Africains qui serait examinée. Cet événement a lieu le 8 octobre 1772, y sont conviés un aréopage de 18 notables de Boston, qui devront répondre à la question : « Un Nègre est-il capable de produire des œuvres littéraires ? ». Cette assemblée qui prenait une tournure d'examen voire d'investigation se tint dans la maison municipale de Boston. Phillis Wheatley se présente avec les manuscrits de 12 de ses poèmes. Parmi les personnes qui vont la questionner, il y a des personnes qu'elle connaît déjà car faisant partie du cercle d'amis de Susannah Wheatley comme Thomas Hutchinson, James Bowdouin, John Hancock, Thomas Young. Siègent également Andrew Oliver, le révérend Mather Byles (en), Joseph Green (poet) (en), le révérend Samuel Cooper (clergyman) (en), le révérend Samuel Mather, Thomas Hubbard (un marchand d'esclaves), le révérend Charles Chauncy (1705–1787) (en).
Les échanges entre Phillis Wheatley et ses examinateurs n'ont pas été transcrits, mais à la fin, de façon unanime, ils signent une déclaration dans laquelle, ils attestent « à la face du monde » que Phillis Wheatley est bel et bien l'auteure des poèmes qui lui sont attribués et qu'elle possède toutes les compétences pour cela. Cette attestation sera reprise dans la préface de son livre, Poems on Various Subjects, Religious and Moral, édité en 1773 à Londres, où il avait été publié faute d'avoir été accepté à Boston. Phillis Wheatley et Nathaniel Wheatley, le fils de Susannah, se rendent alors à Londres, où Selina Hastings, comtesse de Huntingdon, et le comte de Dartmouth aident à sa publication, où la critique fut positive,.

##### Les controverses
Les suites de cet examen réussi qui permettra la publication de son livre ne sont pas seulement la reconnaissance de Phillis Wheatley comme auteure, mais aussi la première reconnaissance de la littérature noire américaine et des aptitudes des Noirs à écrire de la poésie, à contribuer à la culture. C'est pourquoi ce livre sera lu et commenté parce que renversant les opinions racistes, ainsi Voltaire écrit que « l’œuvre de Phillis est la preuve que les Noirs peuvent écrire de la poésie ». Très rapidement dans les cercles des Lumières, Phillis Wheatley devient un sujet de discussion, elle devient une célébrité au sein des salons européens. Cette reconnaissance fait que Phillis Wheatley sera surnommée la « Mère de la littérature afro-américaine »,,.
Cela dit, dans la Nouvelle Angleterre, les opinions sur la reconnaissance des Africains comme personnes humaines à part entière vont être diverses.

##### Les réticences de Thomas Jefferson

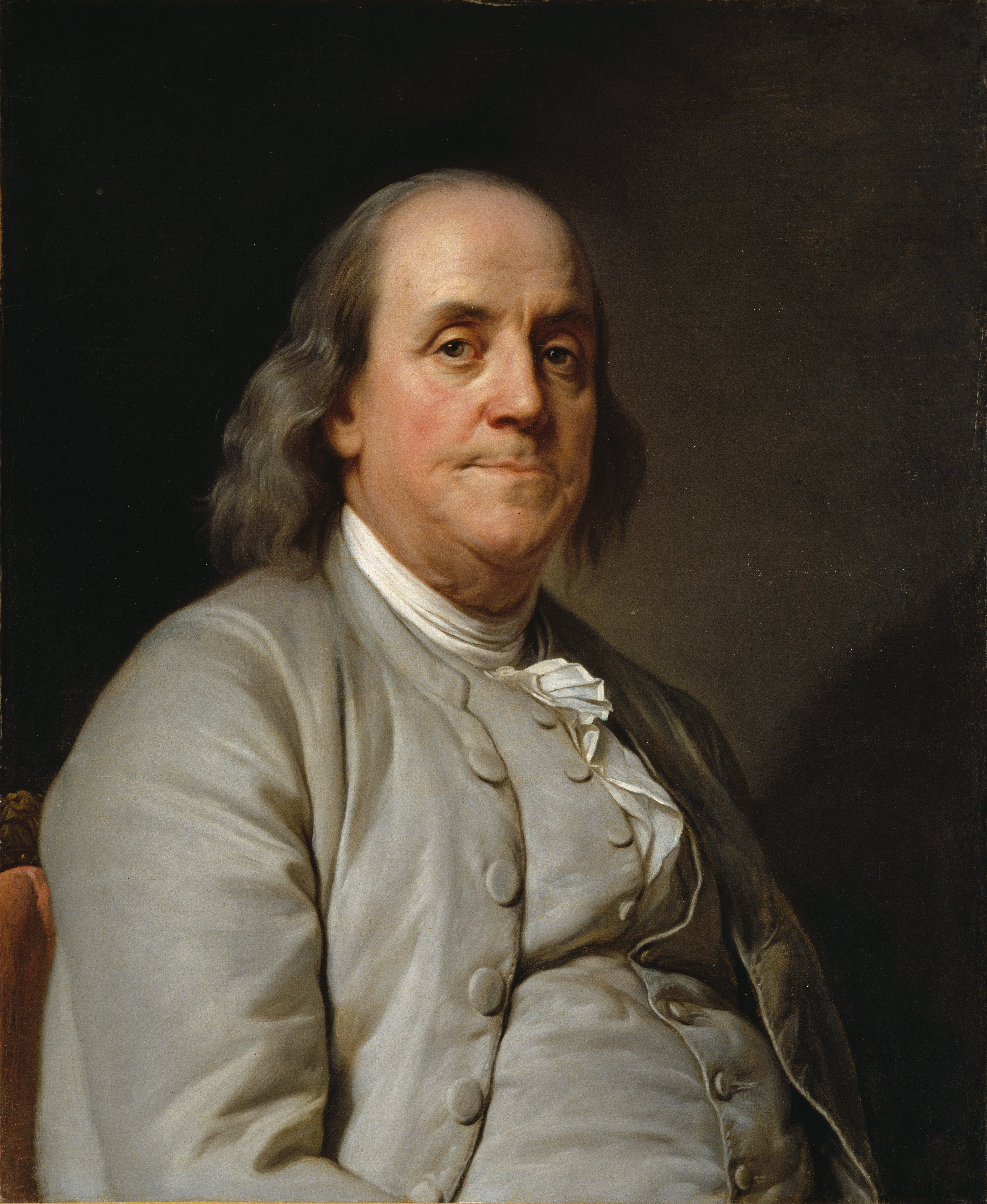
Benjamin Franklin.

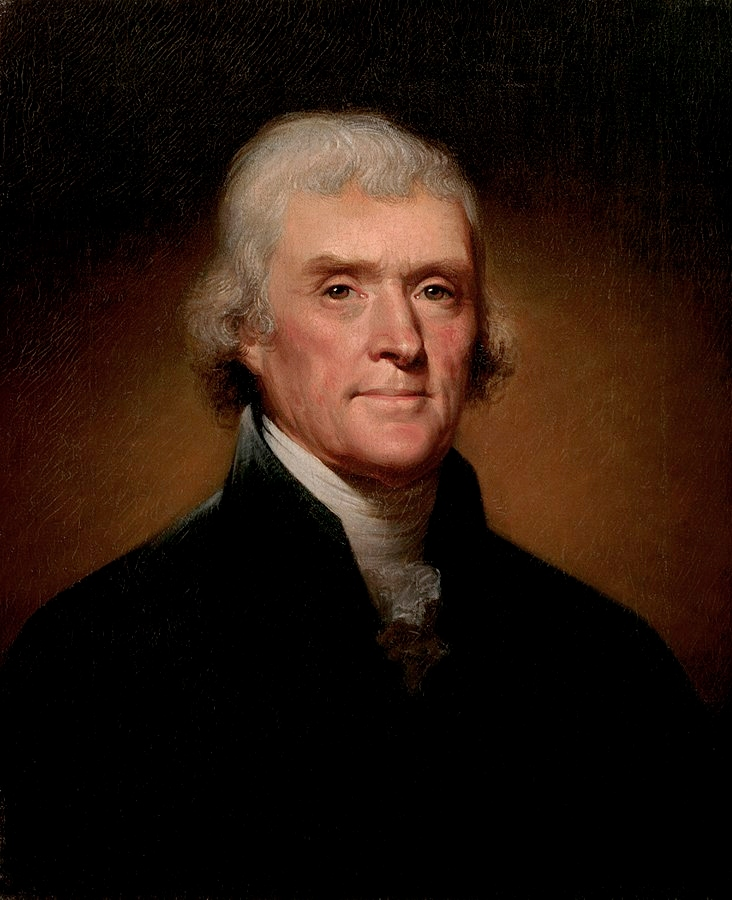
Thomas Jefferson.

Si l'œuvre de Phillis Wheatley est utilisée par les abolitionnistes comme Benjamin Franklin et autres membres de la Pennsylvania Abolition Society, d'autres, comme Thomas Jefferson, émettent des réserves. Ainsi il écrit : « Certes, la religion a généré une Phillis Wheatley, mais pas une poète, les poèmes parus sous son nom ne méritent point qu'on s'y attarde pour les commenter ». Si Thomas Jefferson n'apparente plus les Africains aux singes, reconnaît qu'ils sont dotés d'une âme, et qu'ils appartiennent à l'humanité, il restreint leurs capacités cognitives à l'expression des sentiments et de la foi religieuse, mettant en doute leurs capacités dans les domaines scientifiques. Par ailleurs il reconnaît que le développement des Africains dépend de l'environnement et se montre favorable à leur procurer un enseignement scolaire, mais un enseignement scolaire ségrégué et paradoxalement lors de sa présidence (1801-1809), il soutiendra un projet de loi, l'Act Prohibiting Importation of Slaves, promulgué le 2 mars 1807 qui interdit la traite négrière à partir du 1er janvier 1808.
Les réticences de Thomas Jefferson, de par son autorité en tant qu'un des Pères fondateurs des États-Unis, seront reprises par bien des personnes pour justifier l'infériorité des Noirs vis-à-vis des Blancs et le maintien de l'esclavage. La reconnaissance de Phillis Wheatley est donc une demi-victoire. L'un des buts des mouvements d'émancipation menés par des Afro-Américains sera de montrer la fausseté de l'opinion de Thomas Jefferson. La dénonciation de l'idée fausse que Thomas Jefferson aurait été un anti-esclavagiste, commencera avec l'un des leaders de la communauté afro-américaine de Philadelphie, Robert Purvis (1810-1898). Ce dernier rappelle que Thomas Jefferson était un propriétaire d'esclaves, qu'il a vendu la fille qu'il avait eu avec Sally Hemings, une de ses esclaves afro-américaine. L'abolitionniste afro-américain David Walker (abolitionniste) écrira de nombreux pamphlets ridiculisant le racisme de Thomas Jefferson, et d'autres Afro-Américains comme William Hamilton (abolitionist) (en), Charles Lenox Remond (en) ou Charlotte Forten lui emboîteront le pas. Frederick Douglass tout en saluant en Thomas Jefferson le cofondateur des institutions américaines signale également son refus à accorder la citoyenneté aux Afro-Américains, James McCune Smith (en) tiendra les mêmes propos. Derrière ces débats qui perdureront jusqu’à l'attribution du prix Nobel de littérature au Nigérian Wole Soyinka plane le fantôme de Phillis Wheatley,.

#### Un second voyage en Angleterre
Vu le succès rencontré par Phillis Wheatley en Angleterre, cette dernière s'embarque avec Nathaniel Wheatley pour Londres le 8 mai 1773 à bord du schooner le London, avec une lettre de recommandation signée par Susannah Wheatley à destination de Selina Hastings pour qu'elle prenne soin de Phillis Wheatley. Susannah Wheatley envoie également une douzaine de poèmes rédigés par sa protégée dont le poème A Farewell to America pour qu'il soit publié par le London Chronicle.

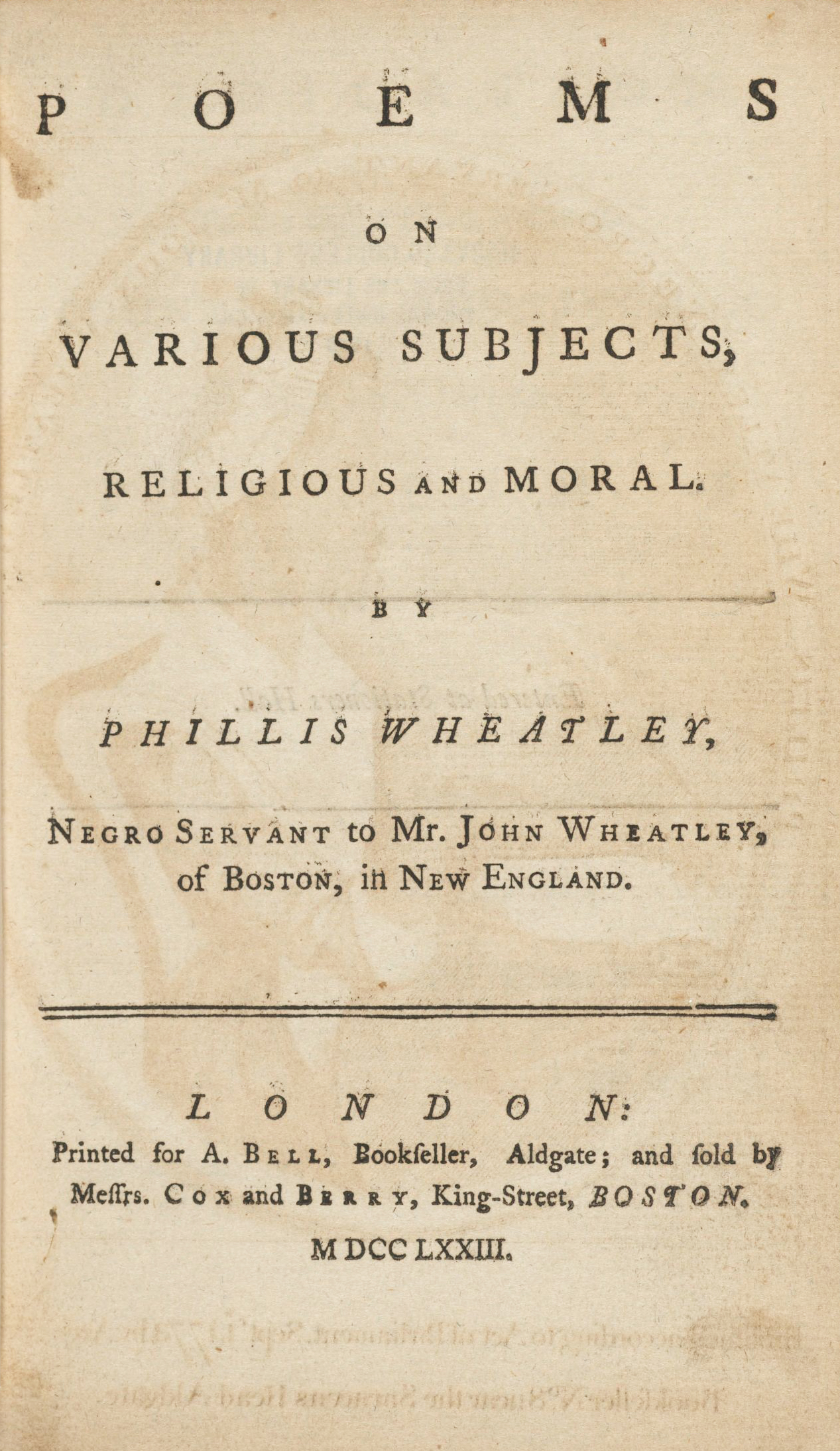
Poems on Various Subjects, Religious and Moral, 1773

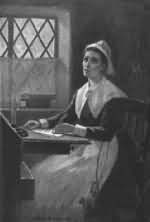
Anne Bradstreet.

Quand elle arrive à Londres, Phillis Wheatley est accueillie comme une célébrité et est invitée par diverses personnalités dont le comte de Dartmouth et Benjamin Franklin de passage à Londres en tant que représentant colonial de la Pennsylvanie. Le summum de ses réceptions se réalise quand Brook Watson (en), le maire de Londres, lui remet une édition luxueuse du Paradis perdu de John Milton, l'un de ses auteurs préférés, ainsi que la traduction du Don Quichotte de Cervantes faite par Tobias Smolett. Alors que Phillis Wheatley n'a pas eu encore le temps de rencontrer Selina Hastings, une lettre arrive signalant une détérioration de la santé de Susannah Wheatley. Pressés par la nouvelle, le 26 juillet 1773 elle et Nathaniel reprennent le London pour retourner à Boston. Phillis Wheatley doit annuler l'invitation du roi George III et ne pourra pas assister à la publication de son livre Poems on Various Subjects, Religious and Moral, événement littéraire s'il en est puisque c'est le second livre publié dont l'auteure est une femme américaine, le premier étant un recueil de poésie d'Anne Bradstreet,.
En septembre 1773 les premiers exemplaires de son livre sortent des imprimeries d'Arch Bell, et connaît des tirages successifs. Une douzaine de gazettes anglaises et écossaises font des critiques élogieuses de son recueil et en publient des extraits, tout en critiquant les Bostoniens qui ne reconnaissent pas Phillis Wheatley à sa juste valeur et s'étonnent même que les Wheatley continuent à la maintenir dans la condition d'esclave. Est-ce sous l'influence de la presse britannique, quoi qu'il en soit les Wheatley affranchissent Phillis Wheatley à son retour à Boston en 1773, sans que l'on sache la date précise de sa manumission. La poétesse continue à vivre chez les Wheatley dans l'attente de l'arrivée de ses livres dans les librairies de Boston. Les premiers volumes parviennent à Boston au début de l'année 1774. La réception des livres fait l'objet d'une campagne de presse, en janvier et février 1774, des notices sont publiées au sein de la Boston Gazette et du Boston News-Letter (en).

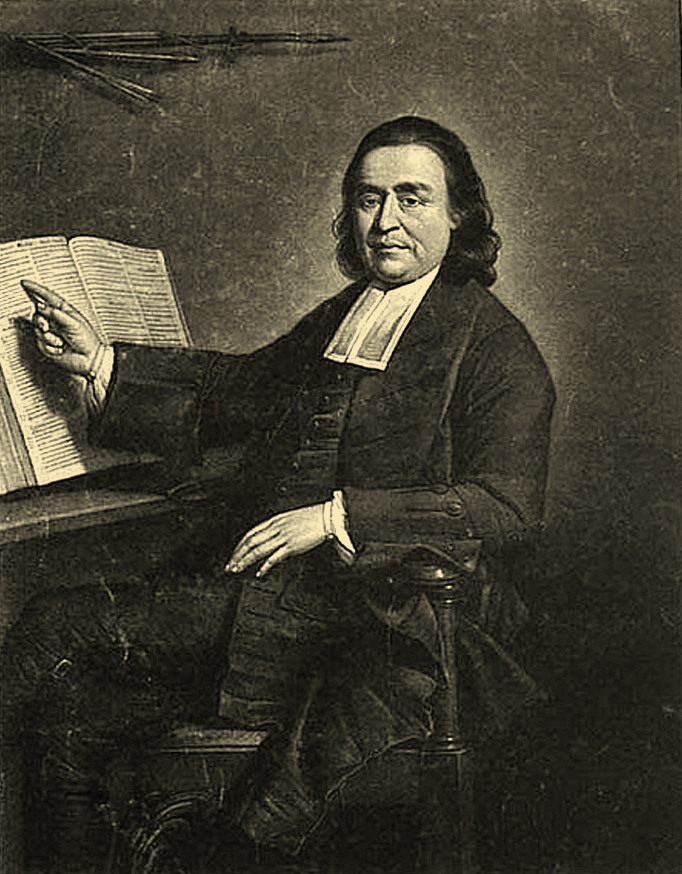
Samson Occom.

Phillis Wheatley a, parmi ses amis, Sampson Occom un pasteur presbytérien d'origine amérindienne (tribu des Mohegans), ils entretiennent une correspondance à partir de 1774. L'un comme l'autre affirment que le sentiment de liberté est inscrit par Dieu dans le cœur des êtres humains, « Dieu a implanté un principe, que nous appelons Amour de la liberté », l'un comme l'autre sont dans l'espérance de la délivrance des oppressions qu'ils subissent en raison de leur origine. Phillis Wheatley compare cette aspiration à la délivrance à celle des Israélites lorsqu'ils étaient esclaves des Égyptiens. Sur l'initiative de Sampson Occom, des fragments de leurs échanges sont publiés dans la Connecticut Gazette et repris dans d'autres journaux et rencontrent une audience favorable auprès de nombreux foyers américains,.

#### La guerre d'indépendance des États-Unis
En août 1765, des Bostoniens rassemblés sous le nom des Fils de la Liberté défilent dans les rues de Boston pour protester contre le Stamp Act instituant que dans les Treize colonies américaines, tous les documents, permis, contrats commerciaux, journaux, testaments, livres et cartes à jouer devaient être munis d'un timbre fiscal. Les manifestants passent devant la maison des Wheathley et mettent à sac le bureau des timbres fiscaux qui est juste en face. Le mouvement des Fils de la Liberté prenant de l'importance, la Couronne britannique envoie deux régiments dotés de canons à Boston, ces troupes défilent dans la King Street (actuelle State Street (Boston) (en)) où est sise la maison des Wheatley. Ce défilé militaire inspire à Phillis Wheatley un poème On the Arrival of the Ships of War and Landing of the Troops, aujourd’hui perdu, mais on sait que ce poème fut repris par des indépendantistes et qu'elle avait des sympathies pour les mouvements pro-indépendance. Le 22 février 1770, à proximité de King Street a lieu une échauffourée lors de laquelle un adolescent âgé de 11 ans, Christopher Seider (parfois orthographié Christopher Snider), est tué d'un coup de mousquet tiré par un loyaliste Ebenezer Richardson,. Phillis Wheatley écrit au sujet de Christopher Seider qu'il est le « premier martyr de la cause » confirmant ainsi ses convictions indépendantistes. Ce meurtre provoque la colère des pro-indépendantistes qui manifestent dans King Street le 5 mars 1770. La troupe britannique appelée pour disperser la foule tire, cinq manifestants sont abattus : Samuel Gray, Samuel Maverick, James Caldwell, Patrick Carr et un Afro-Américain du nom de Crispus Attucks. Leurs funérailles attirent des milliers de Bostoniens, ils sont enterrés ensemble dans la tombe de Christopher Seiger au cimetière Granary Burying Ground de Boston. Cette journée sanglante est passée dans l'histoire sous le nom du Massacre de Boston qui est considéré comme le premier événement de la Guerre d'indépendance des États-Unis,. Phillis est profondément troublée par cet événement sanglant, elle compose un poème pour célébrer cette journée dont on n’a que le titre On the Affray in King Street, on the Evening of the 5th of March 1770.

#### Un changement de vie
Le 3 mars 1774, Susannah Wheatley, l'amie et la mentor de Phillis Wheatley décède à l'âge de 65 ans. Phillis Wheatley exprime sa peine à son amie Obour Tanner, une Afro-Américaine avec qui elle avait l'habitude de correspondre et lui écrit que cette mort est semblable à la perte d'une parente, d'une sœur, d'une amie tendre. Si Phillis Wheatley est affranchie, il lui faut gagner son indépendance économique : en mai 1774, elle reçoit enfin 300 exemplaires de son livre Religious and Moral Poems, envoyés par son éditeur de Londres A.Bell. Elle trouve facilement à les vendre, mais elle n'aurait pu les recevoir car le 1er juin 1774, sur ordre de la Couronne britannique, il est décrété un blocus du port de Boston : aucun navire ne peut y entrer ou en sortir. Ce blocus est un des dispositifs des Actes intolérables, série de lois promulguées par le Parlement du Royaume-Uni en 1774 en réponse à l'agitation croissante des treize colonies britanniques en Amérique du Nord, en particulier à Boston à la suite d'incidents comme la Boston Tea Party. Deux des amis de Phillis Wheatley vont s'opposer, John Hancock qui rejoint les rangs des Patriots et Thomas Hutchinson qui doit prendre le chemin de l'exil vers l’Angleterre.
Au début de l'année 1775, dans le cadre des Actes intolérables, la ville de Boston est occupée par une troupe de 5 000 soldats britanniques, charge aux Bostoniens de pourvoir à leurs besoins. Deux officiers britanniques ont leur quartier dans la maison des Wheatley qui lors de conversations avec Phillis Wheatley lui parlent de leurs expériences en terre africaine. En écho à ces échanges, elle compose un poème au titre de Reply qui est la première célébration des racines africaines faite par une Afro-Américaine. La tonalité sereine et classique de son poème est en retrait des grondements de la révolution qui se prépare.
À partir du mois d'avril 1775, des affrontements militaires ont lieu entre les troupes britanniques et les indépendantistes à Concord et Lexington. Lors du retour des soldats britanniques sur Boston, ces derniers sont régulièrement la cible d'une guérilla quand ils traversent les forêts où des tireurs indépendantistes se cachent derrière les bosquets ou dans les arbres, la Guerre d'indépendance vient de commencer. À Boston plus de 10 000 Bostoniens se sont rassemblés pour organiser une insurrection armée contre les Britanniques, parmi ces Bostoniens figurent John Wheatley et Phillis Wheatley. Sur les recommandations de son ancien maître, Phillis et Mary Wheatley, accompagnée de son époux John Lathrop (American minister) (en), quittent Boston pour se rendre à Providence dans le Rhodes Island.

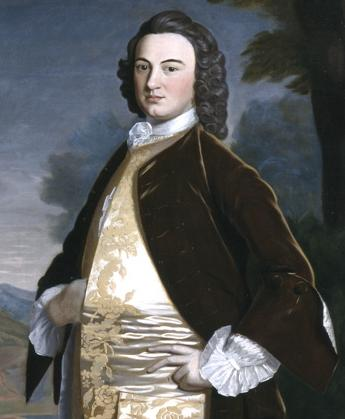
James Bowdoin II.

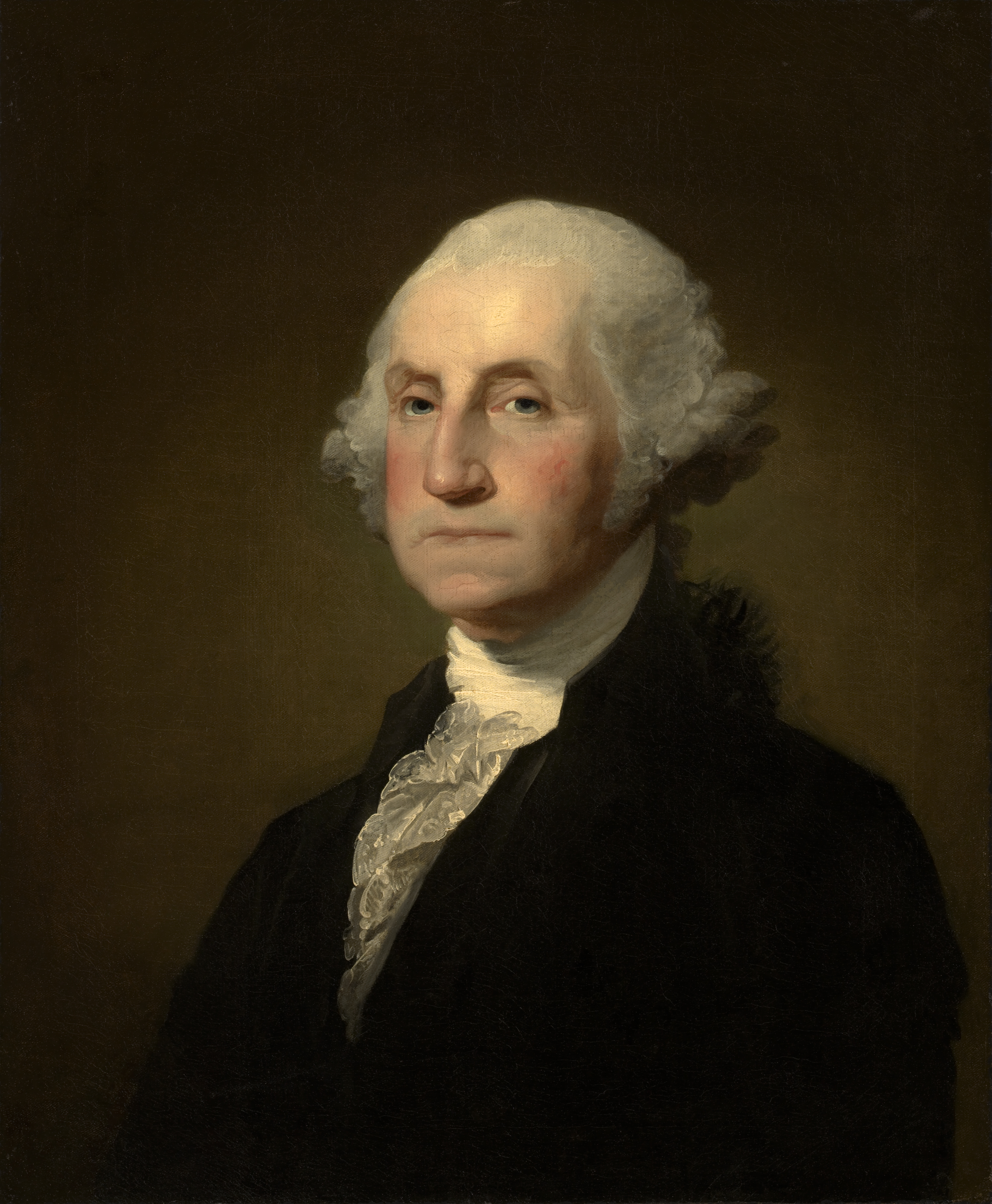
George Washington.

Une fois installée à Providence, la poétesse écrit à George Washington, qui la remercie personnellement pour un poème écrit en son honneur qu'elle a joint à la missive. En 1776, George Washington invite même la poète à lui rendre visite à son quartier général de Cambridge. Dans sa lettre d'invitation, il souligne la qualité de ses « vers élégants » et son « talent poétique », ajoutant qu'il serait « heureux de rencontrer un être inspiré par les muses et à qui la nature semble avoir donné toutes les grâces. »,. Quelques jours après leur rencontre, les troupes britanniques évacuent Boston le 17 mars 1776. Quand en décembre 1776, Phillis Wheatley retourne à Boston, la maison des Wheatley est en ruine, la ville de Boston a subi de nombreuses destructions causées par les tirs de l'artillerie britannique, de nombreux amis ont fui ou ont été tués, les prix des denrées flambent, mais bien qu'étant dans la précarité, les convictions de Phillis Wheatley demeurent fortes. Le 30 décembre 1776, elle compose un poème en l'honneur du général Charles Lee fait prisonnier par les Britanniques, poème où elle exprime sa ferveur patriotique. Phillis dédicace ce poème à James Bowdoin, le futur gouverneur du Massachusetts. Ce poème ne sera publié qu'en 1863 après sa découverte dans les archives de James Bowdoin.
Alors que la guerre fait rage, John Wheatley meurt en 1778 à l'âge de 72 ans et peu de temps après sa fille Mary Wheatley disparaît également ; d'autre part Nathaniel Wheatley est à Londres. L'éloignement comme la perte de ses proches laisse Phillis Wheatley dans le désarroi, elle se trouve seule pour affronter une situation dans un contexte économique chaotique du fait de la guerre et dans ces circonstances ses talents littéraires ne lui sont d'aucun secours, les préoccupations des gens sont entièrement focalisées sur l'effort de guerre et la survie. C'est dans ces temps troublés qu'elle épouse en avril 1778 John Peters, un épicier afro-américain affranchi, qu'elle connait bien parce qu'il a servi ponctuellement pour transmettre les lettres de correspondance entre elle et son amie Obour Tanner.
D'octobre à décembre 1779, elle passe des annonces dans le Evening Post and General Advertiser de Boston pour la souscription d'un recueil de 33 poèmes dédié à Benjamin Franklin, mais les temps ont changé, peu de personnes ont les moyens ou simplement l'intérêt pour acheter des livres ou lire de la poésie. Malgré cet échec, elle et son époux vivent correctement à l'abri du besoin. En 1780, après l’abolition de l'esclavage dans le Massachusetts, le couple s’installe dans une maison coquette dans la rue huppée de Queen street, aujourd'hui appelée la Court street. Le couple fait partie des rares Afro-Américains à être propriétaires d'une maison et à bénéficier de revenus confortables. Bien que Phillis Wheatley se soit retirée de la vie littéraire, elle n'est pas oubliée. Le 4 août 1778, Jupiter Hammon, un poète afro-américain qui vit chez son maître à Hartford dans le Connecticut publie une ode à Phillis Wheatley au titre de An Address to Miss Phillis Wheatley,,. Hammon ne se cite jamais dans le poème, mais en la choisissant comme sujet de son œuvre, il reconnaît de facto leur lignée commune d'Afro-Américains empreints de la spiritualité calviniste et dénonçant l’hypocrisie des Blancs qui professent le calvinisme (méthodistes, quakers, presbytériens) envers des principes d'égalité et de liberté qui en découlent,,,. Cette revendication de la fidélité aux principes du Grand éveil et contre les Blancs hypocrites qui trahissent le message de John Wesley est repris par d'autres Afro-Américains contemporains comme Cyrus Bustill (en)(1732-1806), Prince Hall (1748-1807) et conduiront des pasteurs afro-américains comme Richard Allen, Peter Williams, Christopher Rush, James Varick (en) à fonder des églises qui tout en conservant la théologie et les rites méthodistes seront strictement afro-américaines comme l'Église épiscopale méthodiste africaine (AME) ou l'Église épiscopale méthodiste africaine de Sion (AMEZ) et pour tous l'une de leurs inspirations est Phillis Wheatley.
Les difficultés financières forcent les Peters à emménager à Wilmington un village au nord de Boston. Après la reddition des troupes britanniques dirigées par le général Charles Cornwallis en 1781, suivie de l'accord de paix ou Traité de Paris signé en 1783, la guerre a pris fin, mais la situation des Américains est difficile, le pays a été ravagé par la guerre. Les Peters retournent à Boston. En 1784, John Peters achète une licence pour vendre des spiritueux, mais d'après les archives de la ville de Boston, il connaît des revers financiers. Malgré tout, Phillis Wheatley réapparaît sur la scène littéraire : en janvier 1784, elle publie divers écrits dont une élégie en hommage à Samuel Cooper (clergyman) (en) qui vient de mourir, le 29 décembre 1783. Alors que des promesses de renouveau pointent, John Peters est emprisonné pour défaut de paiement envers ses créanciers. Phillis Wheatley, restée seule et pauvre meurt le 5 décembre 1784, âgée de seulement 31 ans, dans une pension de famille.

### Vie personnelle
Après la mort de John et Susannah Wheatley, Phillis Wheathley épouse un commerçant afro-américain affranchi du nom de John Peters. Le couple donne naissance à trois enfants qui meurent en bas âge.
Phillis décède dans le dénuement, selon des sources probablement des suites de la tuberculose en 1784 ou de complications non identifiées liées à son dernier accouchement,,.
Phillis Wheathley repose au cimetière historique de Boston le Copp's Hill Burying Ground (en), l'emplacement de sa tombe est inconnu mais la ville de Boston y a érigé un monument en son honneur,.

## Œuvres
Les œuvres de Phillis Wheatley sont régulièrement rééditées :
- The Collected Works of Phillis Wheatley, Oxford University Press, USA, 1988, rééd. 14 décembre 1989, 392 p. (ISBN 9780195060850, lire en ligne),
- Poems of Phillis Wheatley, Applewood Books, 1er avril 1995, 108 p. (ISBN 9781557092335, lire en ligne),
- Complete Writings, Penguin Classics, 1er février 2001, 272 p. (ISBN 9780140424300),
- Poems on Various Subjects, Religious and Moral, Cosimo Classics, 30 novembre 2005, 68 p. (ISBN 9781596052888),
- Religious and Moral Poems, Echo Library, 6 mai 2009, 68 p. (ISBN 9781406893830),

## Archives
Les archives de Phillis Wheatley sont réparties entre la Bibliothèque du Congrès à Washington (district de Columbia) et dans les rayons de la section Stuart A. Rose Manuscript, Archives, and Rare Book Library de la Emory University Libraries (en) rattachée à l'Université Emory d'Atlanta.

## Hommages
Phillis est vénérée par les Afro-Américains au même titre que Frederick Douglass, Martin Luther King ou encore Rosa Parks… Comme ces figures illustres, son nom est porté par de nombreux établissements scolaires comme la Wheatley High School (Houston) (en), ou la Phillis Wheatley Elementary School, New Orleans (en) ou la Phillis Wheatley Elementary School de Kansas City (Missouri), la Phillis Wheatley Elementary School dans le comté d'Orange (Floride), la Phillis Wheatley Elementary School de Bridgeville (Delaware), la Phillis Wheatley Elementary School à Louisville (Kentucky), etc. mais aussi par des bibliothèques à Rochester (New York), par des résidences universitaires ou par des résidences de la Young Men's Christian Association (YMCA), il y a également le Phyllis Wheatley House de Minneapolis (Minnesota), ainsi que les différents Phillis Wheatley Club (en) à Nashville (Tennessee), Newark (New Jersey), Cleveland (Ohio), El Paso (Texas), Charleston (Caroline du Sud), Billings (Montana), Racine (Wisconsin), Fort Scott (Kansas), Passaic (New Jersey), Coshocton (Ohio), des parcs ont également son nom comme le Wheatley Park de Dallas (Texas) ou le Wheatley Park de San Antonio (Texas), etc.
Le 1er février 1985, l'université du Massachusetts à Boston nomme une de ses salles le Phillis Wheatley Hall.
Michael Dukakis, alors qu'il est gouverneur du Massachusetts (1983-1991), institue le Phillis Wheatley Day qui est célébré le 18 août de chaque année,.

## Pour approfondir

#### Notices dans des encyclopédies et des manuels de références
(D'autres notices sont accessibles dans la section Liens externes, rubrique notices dans des dictionnaires ou encyclopédies généralistes)
- (en-US) Trudier Harris & Thadious M. Davis (dir.), Afro-American Writers Before the Harlem Renaissance, Thomson Gale, 15 août 1986, 379 p. (ISBN 9780810317284, lire en ligne), p. 245-259,
- (en-US) John A. Garraty (dir.), American National Biography, Volume 23: Wellek - Wrenn, New York, Oxford University Press, USA, 1999, 899 p. (ISBN 9780195128024, lire en ligne), p. 121-122. ,
- (en-US) Suzanne Michele Bourgoin (dir.), Encyclopedia of world biography, volume 16, Detroit, Michigan, Gale Research, 1998, 540 p. (ISBN 9780787619565, lire en ligne), p. 221-222,
- (en-US) Women in World History, Volume 16: Vict - X, Yorkin Publications, 1999, 881 p. (ISBN 9780787640750, lire en ligne), p. 418-423. ,
- (en-GB) Brian Howard Harrison (dir.), Oxford dictionary of national biography Vol. 58. Wellesley - Wilkinson, Oxford, Oxford University Press, 23 septembre 2004, 1062 p. (ISBN 9780198614111, lire en ligne), p. 420-422.
- (en-US) Bonnie G. Smith (dir.), The Oxford Encyclopedia of Women in World History, volume 4, Oxford & New York, Oxford University Press, 2008, 701 p. (ISBN 9780195148909, lire en ligne), p. 378,

#### Essais
L'œuvre de Phillis Wheatley ne cesse de faire l'objet de dizaines études et essais, ne sont mentionnés ici que les ouvrages accessibles en ligne.
- (en-US) Margaretta Odell, Memoir and poems of Phillis Wheatley, a native African and a slave, Boston, I. Knapp, 1838, rééd. 1864, 168 p. (lire en ligne). ,
- (en-US) Charles Frederick Heartman, Phillis Wheatley. A critical attempt and a bibliography of her writings., New York, 1915, 78 p. (OCLC 771426087, lire en ligne),
- (en-US) Carol Greene, Phillis Wheatley: First African-American Poet, Childrens Press, 12 décembre 1941, rééd. 1 novembre 2000, 56 p. (ISBN 9780516442693, lire en ligne),
- (en-US) Shirley Graham, The Story of Phillis Wheatley, Africa Research and Publications, 1949, rééd. 1 novembre 1995, 184 p. (ISBN 9780865434714, lire en ligne),
- (en-US) William Henry Robinson, Phillis Wheatley In The Black American Beginnings, Broadside Press, 1975, 97 p. (ISBN 9780910296274, lire en ligne). ,
- (en-US) Marilyn Jensen, Phillis Wheatley: Negro Slave of Mr. John Wheatley of Boston, Lion Books, 1er mai 1987, 248 p. (ISBN 9780874603262, lire en ligne),
- (en-US) Merle A. Richmond, Phillis Wheatley, Chelsea House Publishers, 1988 (1re éd. 1987), 120 p. (ISBN 9781555466831, lire en ligne). ,
- (en-US) Victoria Sherrow, Phillis Wheatley, Chelsea House Publications, avril 1992, 88 p. (ISBN 9780791017531, lire en ligne),
- (en-US) Cynthia Salisbury, Phillis Wheatley: Legendary African American Poet, Enslow Publishers, 19 janvier 2001, 120 p. (ISBN 9780766013940, lire en ligne),
- (en-US) Kathryn Lasky (ill. Paul Lee), A Voice of Her Own: The Story of Phillis Wheatley, Slave Poet, Candlewick Press, 1 janvier 2003, rééd. 2005, 46 p. (ISBN 9780763628789, lire en ligne),
- (en-US) Deborah Kent, Phillis Wheatley : first published African-American poet, Child's World, 1er août 2003, 40 p. (ISBN 9781592960095, lire en ligne). ,
- (en-US) Jacquelyn McLendon,, Phillis Wheatley: A Revolutionary Poet, PowerPlus Books, 2003, 120 p. (ISBN 9780823957507, lire en ligne),
- (en-US) Rick Burke, Phillis Wheatley, Heinemann Educational Books, 1er avril 2003, 36 p. (ISBN 9781403407306, lire en ligne),
- (en-US) Henry Louis Gates Jr., The Trials of Phillis Wheatley: America's First Black Poet and Her Encounters with the Founding Fathers, Civitas Books, 15 avril 2003, 152 p. (ISBN 9780465027293, lire en ligne). ,
- (en-US) J.T. Moriarty, Phillis Wheatley: African American Poet, Rosen Publishing Group, 2003, rééd. 1 janvier 2004, 40 p. (ISBN 9780823941919, lire en ligne),
- (en-US) Don McLeese, Phillis Wheatley, Rourke Educational Media, juillet 2004, 40 p. (ISBN 9781595152206, lire en ligne),
- (en-US) Sneed B. Collard III, Phillis Wheatley: She Loved Words, Cavendish Square Publishing, 1er septembre 2009, 56 p. (ISBN 9780761440574, lire en ligne),
- (en-US) Molly Aloian, Phillis Wheatley: Poet of the Revolutionary Era, Crabtree Publishing Company, 28 février 2013, 52 p. (ISBN 9780778708032, lire en ligne). ,

#### Articles anglophones

##### Années 1860-1959
- « October Meeting. Louis, Duke of Orleans; Memorial of Gettysburg; The Selling of Joseph; Poem by Phillis Wheatley », Proceedings of the Massachusetts Historical Society, vol. 7,‎ (1863 - 1864, p. 152-168 (19 pages) (lire en ligne),
- Robert C. Winthrop, Mr. Deane, Mr. Hillard, Dr. Peabody, Mr. Folsom et Dr. Holmes, « September Meeting. Death of George Livermore; Letter of John Wilkes; Phillis Wheatley », Proceedings of the Massachusetts Historical Society, vol. 8,‎ 1864 - 1865, p. 442-462 (21 pages) (lire en ligne),
- Edward D. Seeber, « Phillis Wheatley », The Journal of Negro History, vol. 24, no 3,‎ juillet 1939, p. 259-262 (4 pages) (lire en ligne ),
- Welfred Holmes, « Phillis Wheathley », Negro History Bulletin, vol. 6, no 5,‎ février 1943, p. 117 (1 page) (lire en ligne ),
- Benjamin Quarles, « A Phillis Wheatley Letter », The Journal of Negro History, vol. 34, no 4,‎ octobre 1949, p. 462-464 (3 pages) (lire en ligne ),
- « Phillis Wheatley Contest », Negro History Bulletin, vol. 15, no 1,‎ octobre 1951, p. 22 (1 page) (lire en ligne ),

- Arthur P. Davis, « Personal Elements in the Poetry of Phillis Wheatley », Phylon (1940-1956), vol. 14, no 2,‎ 2e trimestre 1953, p. 191-198 (8 pages) (lire en ligne ),

##### Années 1960-1979
- ,William H. Robinson, « Phillis Weathley : Colonial Quandary », CLA Journal, vol. 9, no 1,‎ septembre 1965, p. 25-38 (14 pages) (lire en ligne ),
- Dick Allen, « To Phillis Wheatley: America's First Negro Poetess », The Antioch Review, vol. 26, no 1,‎ printemps 1966, p. 42 (1 page) (lire en ligne ),
- Carl Bridenbaugh, « The Earliest-Published Poem of Phillis Wheatley », The New England Quarterly, vol. 42, no 4,‎ décembre 1969, p. 583-584 (2 pages) (lire en ligne )
- Robert C. Kuncio, « Some Unpublished Poems of Phillis Wheatley », The New England Quarterly, vol. 43, no 2,‎ juin 1970, p. 287-297 (11 pages) (lire en ligne ),
- Sara Dunlap Jackson, « Letters of Phillis Wheatley and Susanna Wheatley », The Journal of Negro History, vol. 57, no 2,‎ avril 1972, p. 211-215 (5 pages) (lire en ligne ),
- R. Lynn Matson, « Phillis Wheatley -- Soul Sister? », Phylon, vol. 33, no 3,‎ juillet - septembre 1972, p. 222-230 (9 pages) (lire en ligne )
- Kenneth Silverman, « Four New Letters by Phillis Wheatley », Early American Literature, vol. 8, no 3,‎ janvier - mars 1974, p. 257-271 (15 pages) (lire en ligne ),
- Eleanor Smith, « Phillis Wheatley: A Black Perspective », The Journal of Negro Education, vol. 43, no 3,‎ été 1974, p. 401-407 (7 pages) (lire en ligne ),
- Angelene Jamison, « Analysis of Selected Poetry of Phillis Wheatley », The Journal of Negro Education, vol. 43, no 3,‎ été 1974, p. 408-416 (9 pages) (lire en ligne ),
- Terence Collins, « Phillis Wheatley; The Dark Side of the Poetry », Phylon, vol. 36, no 1,‎ 1 trimestre 1975, p. 78-88 (11 pages) (lire en ligne ),
- Charles W. Akers, « "Our Modern Egyptians": Phillis Wheatley and the Whig Campaign Against Slavery in Revolutionary Boston », The Journal of Negro History, vol. 60, no 3,‎ juillet 1975, p. 397-410 (14 pages) (lire en ligne ),
- Gregory Rigsby, « Form and Content in Phillis Wheatheatley's Elegies », CLA Journal, vol. 19, no 2,‎ décembre 1975, p. 248-257 (10 pages) (lire en ligne ),
- Mukhtar Ali Isani, « The First Proposed Edition of Poems on Various Subjects and the Phillis Wheatley Canon », American Literature, vol. 49, no 1,‎ mars 1977, p. 97-103 (7 pages) (lire en ligne ),
- James A. Rawley, « The World of Phillis Wheatley », The New England Quarterly, vol. 50, no 4,‎ décembre 1977, p. 666-677 (12 pages) (lire en ligne ),
- William H. Robinson, « Phillis Wheatley in London », CLA Journal, vol. 21, no 2,‎ décembre 1977, p. 187-201 (15 pages) (lire en ligne ),
- Gregory Rigsby, « Phillis Wheatley's Craft as Reflected in Her Revised Elegies », The Journal of Negro Education, vol. 47, no 4,‎ automne 1978, p. 402-413 (12 pages) (lire en ligne ),
- Mukhtar Ali Isani, « Early Versions of Some Works of Phillis Wheatley », Early American Literature, vol. 14, no 2,‎ 1979, p. 149-155 (7 pages) (lire en ligne ),
- Mukhtar Ali Isani, « "Gambia on My Soul": Africa and the African in the Writings of Phillis Wheatley », MELUS, vol. 6, no 1,‎ printemps 1979, p. 64-72 (9 pages) (lire en ligne ),
- Mukhtar Ali Isani, « Phillis Wheatley in London: An Unpublished Letter to David Wooster », American Literature, vol. 51, no 2,‎ mai 1979, p. 255-260 (6 pages) (lire en ligne ),

##### Années 1980-1989
- John C. Shields, « Phillis Wheatley's Use of Classicism », American Literature, vol. 52, no 1,‎ mars 1980, p. 97-111 (15 pages) (lire en ligne ),
- Albertha Sistrunk, « Phillis Weathley : an Eighteenth-Century Black American Poet Revisited », CLA Journal, vol. 23, no 4,‎ juin 1980, p. 391-398 (8 pages) (lire en ligne ),
- John C. Shields, « Phillis Wheatley and Mather Byles », CLA Journal, vol. 23, no 4,‎ juin 1980, p. 377-390 (14 pages) (lire en ligne ),
- Mukhtar Ali Isani, « The British Reception of Wheatley's Poems on Various Subjects », The Journal of Negro History, vol. 66, no 2,‎ été 1981, p. 144-149 (6 pages) (lire en ligne ),
- Sondra A. O'Neale, « Challenge to Wheatley's Critics: "There Was No Other `Game' in Town" », The Journal of Negro Education, vol. 54, no 4,‎ automne 1985, p. 500-511 (12 pages) (lire en ligne ),
- Sondra O'Neale, « A Slave's Subtle War: Phillis Wheatley's Use of Biblical Myth and Symbol », Early American Literature, vol. 21, no 1,‎ 1986, p. 144-165 (23 pages) (lire en ligne ),
- June Jordan, « The Difficult Miracle of Black Poetry in America or Something like a Sonnet for Phillis Wheatley », The Massachusetts Review, vol. 27, no 2,‎ été 1986, p. 252-262 (11 pages) (lire en ligne ),
- Mukhtar Ali Isani, « "An Elegy on Leaving______": A New Poem by Phillis Wheatley », American Literature, vol. 58, no 4,‎ décembre 1986, p. 609-613 (5 pages) (lire en ligne ),
- Cynthia J. Smith, « "To Maecenas": Phillis Wheatley's Invocation of an Idealized Reader », Black American Literature Forum, vol. 23, no 3,‎ automne 1989, p. 579-592 (14 pages) (lire en ligne ),

##### Années 1990-1999
- James A. Levernier, « Phillis Wheatley and the New England Clergy », Early American Literature, vol. 26, no 1,‎ 1991, p. 21-38 (18 pages) (lire en ligne ),
- Helen M. Burke, « The Rhetoric and Politics of Marginality: The Subject of Phillis Wheatley », Tulsa Studies in Women's Literature, vol. 10, no 1,‎ printemps 1991, p. 31-45 (15 pages) (lire en ligne ),
- Lucy K. Hayden, « Phillis Wheatley's use of Greek and Roman Mythology », CLA Journal, vol. 35, no 4,‎ juin 1992, p. 432-447 (16 pages) (lire en ligne ),
- Phillip M. Richards, « Phillis Wheatley and Literary Americanization », American Quarterly, vol. 44, no 2,‎ juin 1992, p. 163-191 (29 pages) (lire en ligne ),
- Anita Silvers, « Pure Historicism and the Heritage of Hero(in)es: Who Grows in Phillis Wheatley's Garden? », The Journal of Aesthetics and Art Criticism, vol. 51, no 3,‎ été 1993, p. 475-482 (8 pages) (lire en ligne )
- James A. Levernier, « Style as Protest in the Poetry of Phillis Wheatley », Style, vol. 27, no 2,‎ été 1993, p. 172-193 (22 pages) (lire en ligne ),
- Robert L. Kendrick, « Snatching a Laurel, Wearing a Mask: Phillis Wheatley's Literary Nationalism and the Problem of Style », Style, vol. 27, no 2,‎ été 1993, p. 222-251 (30 pages) (lire en ligne ),
- Phillip M. Richards, « Phillis Wheatley, Americanization, the Sublime, and the Romance of America », Style, vol. 27, no 2,‎ été 1993, p. 194-221 (28 pages) (lire en ligne ),
- John C. Shields, « Phillis Wheatley's Subversion of Classical Stylistics », Style, vol. 27, no 2,‎ été 1993, Style (lire en ligne ),
- Hilene Flanzbaum, « Unprecedented Liberties: Re-Reading Phillis Wheatley », MELUS, vol. 18, no 3,‎ automne 1993, p. 71-81 (11 pages) (lire en ligne ),
- Walt Nott, « From "Uncultivated Barbarian" to "Poetical Genius": The Public Presence of Phillis Wheatley », MELUS, vol. 18, no 3,‎ automne 1993, p. 21-32 (12 pages) (lire en ligne ),
- John C. Shields, « Phillis Wheatley's Subversive Pastoral », Eighteenth-Century Studies, vol. 27, no 4,‎ été 1994, p. 631-647 (17 pages) (lire en ligne ),
- William J. Scheick, « Subjection and Prophecy in Phillis Wheatley's Verse Paraphrases of Scripture », College Literature, vol. 22, no 3,‎ octobre 1995, p. 122-130 (9 pages) (lire en ligne ),
- Marsha Watson, « A Classic Case: Phillis Wheatley and Her Poetry », Early American Literature, vol. 31, no 2,‎ 1996, p. 103-132 (30 pages) (lire en ligne ),
- James A. Levernier, « Phillis Wheatley (ca. 1753–1784) », Legacy, vol. 13, no 1,‎ 1996, p. 65-75 (11 pages) (lire en ligne ),
- Robert Kendrick, « Re-membering America: Phillis Wheatley's Intertextual Epic », African American Review, vol. 30, no 1,‎ printemps 1996, p. 71-88 (18 pages) (lire en ligne ),
- Henry Louis Gates Jr. et Nellie Y. McKay, « From Phillis Wheatley to Toni Morrison: The Flowering of African-American Literature », The Journal of Blacks in Higher Education, no 14,‎ hiver 1996 - 1997, p. 95-100 (6 pages) (lire en ligne ),
- Robert Kendrick, « Other Questions: Phillis Wheatley and the Ethics of Interpretation », Cultural Critique, no 38,‎ hiver 1997-1998, p. 39-64 (26 pages) (lire en ligne ),
- Paula Bennett, « Phillis Wheatley's Vocation and the Paradox of the "Afric Muse" », PMLA, vol. 113, no 1,‎ janvier 1998, p. 64-76 (13 pages) (lire en ligne ),
- Julian Mason, « "Ocean": A New Poem by Phillis Wheatley », Early American Literature, vol. 34, no 1,‎ 1999, p. 78-83 (6 pages) (lire en ligne ),
- Kirstin Wilcox, « The Body into Print: Marketing Phillis Wheatley », American Literature, vol. 71, no 1,‎ mars 1999, p. 1-29 (29 pages) (lire en ligne ),

##### Années 2000-2009
- Mukhtar Ali Isani, « The Contemporaneous Reception of Phillis Wheatley: Newspaper and Magazine Notices during the Years of Fame, 1765-1774 », The Journal of Negro History, vol. 85, no 4,‎ automne 2000, p. 260-273 (14 pages) (lire en ligne ),
- Gay Gibson Cima, « Black and Unmarked: Phillis Wheatley, Mercy Otis Warren, and the Limits of Strategic Anonymity », Theatre Journal, vol. 52, no 4,‎ décembre 2000, p. 465-495 (31 pages) (lire en ligne ),

- Mary McAleer Balkun, « Phillis Wheatley's Construction of Otherness and the Rhetoric of Performed Ideology », African American Review, vol. 36, no 1,‎ printemps 2002, p. 121-135 (15 pages) (lire en ligne ),
- Mark Edelman Boren, « A Fiery Furnace and a Sugar Train: Metaphors that Challenge the Legacy of Phillis Wheatley's "On Being Brought from Africa to America" », CEA Critic, vol. 67, no 1,‎ 2004, p. 38-56 (19 pages) (lire en ligne ),
- Astrid Franke, « Phillis Wheatley, Melancholy Muse », The New England Quarterly, vol. 77, no 2,‎ juin 2004, p. 224-251 (30 pages) (lire en ligne ),
- Gordon E. Thompson, « Methodism and the Consolation of Heavily Bliss in Phillis Wheatley's Funeral  Elegies », CLA Journal, vol. 48, no 1,‎ septembre 2004, p. 34-50 (17 pages) (lire en ligne ),
- Patricia C. Willis, « Phillis Wheatley, George Whitefield, and the Countess of Huntingdon in the Beinecke Library », The Yale University Library Gazette, vol. 80, nos 3/4,‎ avril 2006, p. 161-176 (16 pages) (lire en ligne ),
- Will Harris, « Phillis Wheatley, Diaspora Subjectivity, and the African American Canon », MELUS, vol. 33, no 3,‎ 2008, p. 27-43 (17 pages) (lire en ligne )
- Jennifer Thorn, « Phillis Wheatley's Ghosts: The Racial Melancholy of New England Protestants », The Eighteenth Century, vol. 50, no 1,‎ printemps 2009, p. 73-99 (27 pages) (lire en ligne ),

##### Années 2010-2019
- Vincent Carretta, « "Phillis Wheatley's First Effort" », PMLA, vol. 125, no 3,‎ mai 2010, p. 795-797 (3 pages) (lire en ligne ),
- Marilyn Walker, « The Defense of Phillis Wheatley », The Eighteenth Century, vol. 52, no 2,‎ été 2011, The Eighteenth Century (lire en ligne ),
- Caroline Wigginton, « A Chain of Misattribution: Phillis Wheatley, Mary Whateley, and "An Elegy on Leaving" », Early American Literature, vol. 47, no 3,‎ 2012, p. 679-684 (6 pages) (lire en ligne ),
- Wendy Raphael Roberts, « Phillis Wheatley’s Sarah Moorhead: An Initial Inquiry », The Papers of the Bibliographical Society of America, vol. 107, no 3,‎ septembre 2013, p. 345-354 (10 pages) (lire en ligne ),
- Lucia Hodgson, « Infant Muse: Phillis Wheatley and the Revolutionary Rhetoric of Childhood », Early American Literature, vol. 49, no 3,‎ 2014, p. 663-682 (20 pages) (lire en ligne ),
- Tara Bynum, « Phillis Wheatley on Friendship », Legacy, vol. 31, no 1,‎ janvier 2014, p. 42-51 (10 pages) (lire en ligne ),
- Antonio T. Bly, « “By her unveil’d each horrid crime appears”: Authorship, Text, and Subtext in Phillis Wheatley’s Variants Poems », Textual Cultures, vol. 9, no 1,‎ hiver 2014, p. 112-141 (30 pages) (lire en ligne ),
- Will Harris, « Phillis Wheatley: A Muslim Connection », African American Review, vol. 48, nos 1/2,‎ printemps - été 2015, p. 1-15 (15 pages) (lire en ligne ),
- Wendy Raphael Roberts, « “Slavery” and “To Mrs. Eliot on the Death of Her Child” », Early American Literature, vol. 51, no 3,‎ 2016, p. 665-681 (18 pages) (lire en ligne ),
- Mary Catherine Loving, « Uncovering Subversion in Phillis Wheatley's Signature Poem: "On being brought from AFRICA to AMERICA" », Journal of African American Studies, vol. 20, no 1,‎ mars 2016, p. 67-74 (8 pages) (lire en ligne ),
- Kevin Young, « Homage to Phillis Wheatley », The Kenyon Review, vol. 38, no 2,‎ mars - avril 2016, p. 37-44 (8 pages) (lire en ligne ),
- Arlette Frund, « Emancipation through Mobility », Revue française d'études américaines, no 149,‎ octobre - décembre 2016, p. 39-50 (12 pages) (lire en ligne ),
- David Waldstreicher, « Ancients, Moderns, and Africans », Journal of the Early Republic, vol. 37, no 4,‎ hiver 2017, p. 701-733 (34 pages) (lire en ligne ),
- Antonio T. Bly, « ON Death’s Domain Intent I Fix My Eyes” », Early American Literature, vol. 53, no 2,‎ 2018, p. 317-341 (26 pages) (lire en ligne ),
- James Edward Ford III, « The Difficult Miracle: Reading Phillis Wheatley against the Master's Discourse », CR: The New Centennial Review, vol. 18, no 3,‎ hiver 2018, p. 181-224 (44 pages) (lire en ligne ),
- Michael Monescalchi, « Phillis Wheatley, Samuel Hopkins, and the Rise of Disinterested Benevolence », Early American Literature, vol. 54, no 2,‎ 2019, p. 413-444 (32 pages) (lire en ligne ),

##### Années 2020-2029
- Carra Glatt, « "To Perpetuate Her Name" », Early American Literature, vol. 55, no 1,‎ 2020, p. 145-176 (32 pages) (lire en ligne ),
- Dana Murphy, « Praisesong for Margaret Walker's Jubilee and the Phillis Wheatley Poetry Festival », African American Review, vol. 53, no 4,‎ hiver 2020, p. 299-313 (15 pages) (lire en ligne ),
- Betsy Erkkila, « Phillis Wheatley on the Streets of Revolutionary Boston and in the Atlantic World », Early American Literature, vol. 56, no 2,‎ 2021, p. 351-372 (22 pages) (lire en ligne )
- Zachary MacLeod Hutchins, « "Add New Glory to Her Name" », Early American Literature, vol. 56, no 3,‎ 2021, p. 663-668 (6 pages) (lire en ligne ),
- Emily Donaldson Field, « Phillis Wheatley, White Victimhood, and Black Belonging in the Age of The 1776 Report », Early American Literature, vol. 57, no 3,‎ 2022, p. 701-726 (26 pages) (lire en ligne ),
- Nicole Adjoe, Toni Bee et Erica B. Lindamood, « Reading and Teaching Phillis Wheatley Peters in Boston », Early American Literature, vol. 57, no 3,‎ 2022, p. 799-814 (16 pages) (lire en ligne ),
- Kirsten Lee, « "Sister, Wasn't It Good" », Early American Literature, vol. 57, no 3,‎ 2022, p. 857-872 (16 pages) (lire en ligne ),
- Don Holmes, « Diplomatic Negotiations in Phillis Wheatley's Ambassadorial "On Being Brought from Africa to America" », Early American Literature, vol. 57, no 3,‎ 2022, p. 687-700 (14 pages) (lire en ligne ),
- Camille Owens, « "I, Young in Life" », Early American Literature, vol. 57, no 3,‎ 2022, p. 727-750 (24 pages) (lire en ligne ),
- Britt Rusert, « "The World Is a Severe Schoolmaster" », Early American Literature, vol. 57, no 3,‎ 2022, p. 779-796 (18 pages) (lire en ligne ),